# Dovecot
Dovecot to, należący do wolnego oprogramowania, serwer IMAP i POP3 napisany ze szczególnym zwróceniem uwagi na bezpieczeństwo i niewygórowane wymagania. Przeznaczony jest dla Linuksa i systemów uniksopodobnych. Rozwijany jest głównie przez Timo Sirainena.

## Obsługa
- protokoły IMAP, POP3, IPv6, SSL i TLS;
- skrzynki mbox oraz Maildir;
- równoczesny dostęp do skrzynek przez inne programy (tym samym może pracować na zasobach NFS lub klastrowych systemach plików);
- mechanizmy uwierzytelniające: PLAIN, LOGIN, CRAM-MD5, DIGEST-MD5, APOP, NTLM, GSS-SPNEGO, GSSAPI, RPA, OPT, SKEY;
- wiele baz danych przechowujących dane uwierzytelniające, np.: PAM, pliki passwd systemu, LDAP, bazy SQL (MySQL, PostgreSQL, SQLite) i inne;
- mechanizm wtyczek rozszerzających funkcjonalność (np. Quota, listy ACL).

## Bezpieczeństwo
Dovecot został zaprojektowany i zaprogramowany szczególnie mając na uwadze zagadnienia bezpieczeństwa. W celu poparcia tej tezy autor oferuje nagrodę 1000 euro dla osoby, która jako pierwsza zademonstruje zdalnie exploitowalną lukę bezpieczeństwa w Dovecot dającą dostęp do cudzej skrzynki bez znajomości hasła. Timo Sirainen ofertę złożył 22 stycznia 2006 i jak dotychczas – mimo znalezienia w programie różnych błędów związanych z bezpieczeństwem – nie udało się spełnić warunków konkursu.